# Olympijské pohoří
Olympijské pohoří se nachází na Olympijském poloostrově na západě amerického státu Washington. Hory, které jsou částí Pacifického Pobřežního pásma, nejsou nijak zvlášť vysoké - nejvyšší horou je Mount Olympus s 2 427 metry - ale západní svahy pohoří, které rostou přímo z Tichého oceánu, jsou nejvlhčím místem pevninských Spojených států. Horský deštný prales má úhrn dešťových srážek kolem 4 tisíc mm. Území umístěné severovýchodně od pohoří ale leží v jeho srážkovém stínu, a tak zdejší srážky dosahují pouze 400 mm. Většina pohoří je chráněna v rámci Olympijského národního parku.

## Geografie
Pohoří má formu svazků vrcholků s příkrými svahy, které obklopují hustě zalesněná úpatí a hluboká údolí.
Vrcholové lesy se skládají ze smrků sitka a jedlovců západních, vyskytují se zde také douglasky a ostatní druhy jedlí. Kvůli vysokým srážkám mýtiny rychle zarůstají javor okrouhlolistý, olše zelená a Oplopanax horridus.
Dalším následkem vysokých srážek je velký počet sněhových polí a ledovců, které se vyskytují ve výšce 1 500 metrů a výše. Vrcholky hor pokrývá asi 266 ledovců, z nichž největší jsou na hoře Mount Olympus, kde pokrývají plochu o 26 km². Ledovce se vyskytují také na horách Mount Christie a Mount Anderson.

## Geologie
Olympijské pohoří se skládá z přikrytého úlomkovitého klínového materiálu a oceánské kůry. Především se tedy jedná o eocenní pískovce, turbidity a čedičové úlomky oceánské kůry. Na rozdíl od Kaskádového pohoří se nejedná o vulkanické pohoří.
Před asi milionem let se otvory a praskliny pod Tichým oceánem otevřely a láva z nich tekla severním směrem, čímž vytvořila obrovské podmořské hory a pohoří. Desky tvořící dno oceánu se začaly pohybovat před 35 miliony lety a většina mořského dna se ocitla pod pevninskou kůrou. Část oceánského dna byla ale sešrotována a stlačena proti pevnině, čímž vytvořila klenbu, která byla předkem dnešního Olympijského pohoří. Mocné síly pak lámaly, překládaly a převracely skalní formace, čímž se vysvětluje dnešní neuspořádaný vzhled pohoří.
V pleistocénu došlo k přesunutí obrovského pevninského ledovce z oblasti Aljašky až do oblasti pohoří, při srážce s ním ale spadl do úžiny Juana de Fucy a Pugetova zálivu. Voda z ledovce pak proudila kolem jižního konce poloostrova do Tichého oceánu, což oddělilo Olympijský poloostrov od Kaskádového pohoří a zabránilo nepočetným druhům přístupu nebo distribuce z poloostrova. Srážka ledovce s poloostrovem také vytvořila pobřežní refugium. Vzdálenost hory Mount Olympus od pobřeží oceánu byla tehdy asi dvojnásobná oproti současnosti.

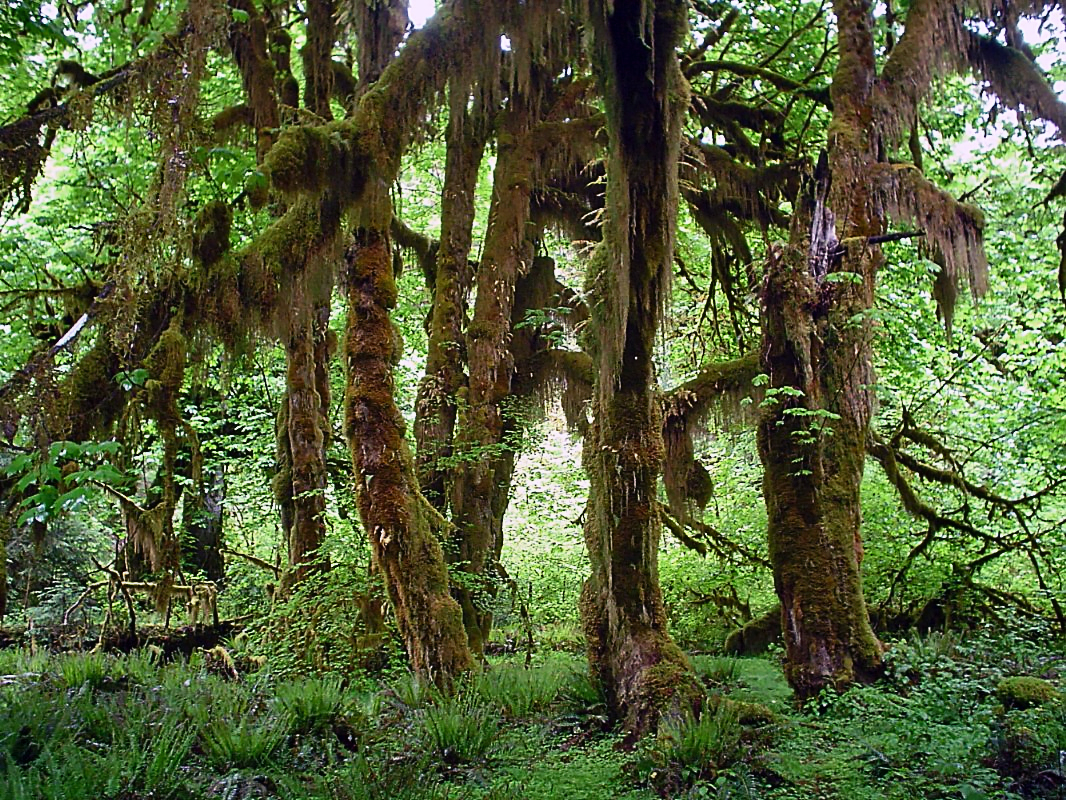
Hohský deštný prales

## Ekologie
Ekosystémy pohoří se liší závisle na nadmořské výšce. Složení a charakter lesů ovlivňuje také oblast srážkového stínu.
Nižší ekosystém zahrnuje předhůří a hory až do výšky 1 200 metrů nad mořem. Hojné srážky, dosahující až 5 tis. milimetrů ročně, jsou vydatné pro výskyt rostlin a na epifyty bohatých deštných pralesů jedlovců západních, zeravů obrovských a douglasek. Velká část oblasti se nachází v třetím cyklu těžby dřeva. Část se ale také nachází v Olympijském národním parku a obsahuje starobylé pralesy.
Vyšší ekosystém se nachází ve výšce do 2 400 metrů, kde pokrývá příkré, ledovci pokryté hory. Charakterizují ho skalní odkryvy, plesa, stálý sníh, horské ledovce a rychle klesající ledovcové vodní toky. Mezi vegetaci patří jedlovec Mertensův, jedle líbezná a alpínské lučiny. Jedle plstnatoplodá pak roste na suchých půdách severovýchodní oblasti, ve srážkovém stínu.

## Historie
Duwamišové nazvali hory Sun-a-do, zatímco první Evropan, který je spatřil, španělský navigátor Juan Perez, je v roce 1774 nazval Sierra Nevada de Santa Rosalia, což znamená Sněhobílé hory svaté Rozárie. Anglickému kapitánovi johnu Mearesovi, který je poprvé uviděl v roce 1788, přišly ale tak krásné, že by tam mohli bydlet bohové, a tak pojmenoval nejvyšší horu Mount Olympus po řeckém Olympu. Ostatní návrhy nikdy neprošly a v roce 1864 přesvědčil seattleský týdeník Weekly Gazette vládu, aby jméno přijala za oficiální. Přestože jsou z velké části západního Washingtonu hory perfektně viditelné, velká část zůstala neprozkoumána až do konce devatenáctého století. První výstup na Mount Olympus pak proběhl až v roce 1907, který byl jedním z prvních úspěchů horolezeckého klubu The Mountaineers, který vznikl v Seattlu jen několik let předtím. Na velký počet skrytějších a méně přístupných vrcholů nebylo vystoupáno až do sedmdesátých let dvacátého století.
Olympijský národní park byl vyhlášen jako Národní památník Mount Olympus v roce 1909 Theodorem Rooseveltem. Na národní park byl památník povýšen v roce 1938.

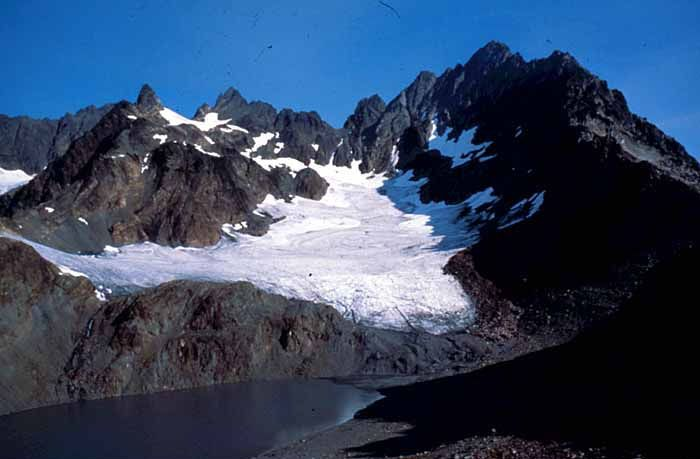
Mount Anderson

## Vrcholky
- Mount Olympus – nejvyšší hora, má osm ledovců
- Mount Constance – nejvyšší vrcholek viditelný ze Seattlu
- Mount Anderson – hydrografický vrchol pohoří - řeky odsud tečou jak do Pacifiku, tak do úžiny Juana de Fucy a Hoodova kanálu.
- The Brothers – dvojitý vrchol, viditelný ze Seattlu.
- Mount Deception
- Mount Angeles
- Boulder Peak
- Mount Storm King